# Ui Shigure
Ui Shigure est une illustratrice et vidéaste japonaise.

## Biographie

### Enfance et formation
Elle est née à Yokkaichi.
Elle a une formation en art.

### Carrière
Elle commence sa carrière en illustrant des light novels. Elle se lance par la suite comme illustratrice indépendante.
En 2020, sa chaîne YouTube atteint 200 000 abonnés.